# 지니아 머턴
지니아 머턴(Zienia Merton, 1945년 12월 11일 ~ 2018년 9월 14일)은 영국의 배우이다.
미얀마에서 태어났다.

## 영화
- 와이어 인 더 블러드 (2002년)
- 다이노토피아 (2002년)
- 닥터스 (2000년)
- 캐주얼티 (1986년)
- 이스트엔더스 (1985년)
- 더 빌 (1984년)
- 우주대모험 1999 (1975년)
- 더 어드벤처스 (1970년)
- 헬프! (1965년)
- 와일드 위크엔드 (1965년)
- 코로네이션 스트리트 (1960년)